# Callomyia sonora
Callomyia sonora är en tvåvingeart som beskrevs av Shatalkin 1993. Callomyia sonora ingår i släktet Callomyia och familjen svampflugor. Inga underarter finns listade i Catalogue of Life.